# 小折 (市原市)
小折（こおり）は、千葉県市原市の五井地区にある大字。郵便番号は290-0269。

## 概要
千葉県市原市の五井地区にある大字である。水田地帯が広がっている。字北部は養老川が通過する。

## 地理
北は村上、東は西広及び西野、南は十五沢、西は柳原と接する。

## 歴史

### 地名の由来
地名は「郡」を意味し、海上郡の郡衙があったことに由来すると推定されている。

### 沿革
- 江戸時代 - 上総国市原郡のうち、柳原村から分村して小折村となる[6]。
- 元禄11年(1698年) - 旗本・大橋氏の所領として記録がある[6]。
- 宝暦8年(1758年) - 江戸幕府の天領となる[6]。
- 1873年(明治6年) - 千葉県の所属となる[6]。
- 1889年(明治22年) - 海上村の大字となる[6]。
- 1956年(昭和31年)3月 - 三和町の大字となる[6]。
- 1956年(昭和31年)9月 - 五井町の大字となる[6]。
- 1963年5月1日 - 市原市市制施行に伴い市原市五井地区の一部となる[5]。

## 世帯数と人口
2022年4月1日現在の世帯数と人口は以下の通りである。
| 町丁字 | 世帯数 | 人口 |
| ------ | ------ | ---- |
| 小折   | 41世帯 | 76人 |

## 通学区域
市立小中学校及び県立高校へ通学する場合の通学区域は以下の通りである。
| 町丁字 | 番地 | 小学校             | 中学校             | 県立高校 |
| ------ | ---- | ------------------ | ------------------ | -------- |
| 小折   | 全域 | 市原市立海上小学校 | 市原市立東海中学校 | 第9学区  |

## 施設
- 大宮神社